# Château-Thébaud
Pour les articles homonymes, voir Thébaud et Château (homonymie).
Château-Thébaud est une commune de l'ouest de la France, située dans le département de la Loire-Atlantique, en région Pays de la Loire.
Historiquement, la commune faisait partie de la Bretagne, dans le pays traditionnel du Vignoble nantais et dans le pays historique du Pays nantais.
Ses habitants s'appellent les Castelthébaldais et Castelthébaldaises.

## Géographie

Situation de la commune de Château-Thébaud dans le département de la Loire-Atlantique.

Château-Thébaud est située à 20 km au sud-est de Nantes.
| Vertou    |                        | Saint-Fiacre-sur-Maine |
| Le Bignon | Château-Thébaud        | Maisdon-sur-Sèvre      |
| Montbert  | Aigrefeuille-sur-Maine |                        |

### Climat
Pour des articles plus généraux, voir Climat des Pays de la Loire et Climat de la Loire-Atlantique.
En 2010, le climat de la commune est de type climat océanique franc, selon une étude du CNRS s'appuyant sur une série de données couvrant la période 1971-2000. En 2020, Météo-France publie une typologie des climats de la France métropolitaine dans laquelle la commune est exposée à un climat océanique et est dans la région climatique  Bretagne orientale et méridionale, Pays nantais, Vendée, caractérisée par une faible pluviométrie en été et une bonne insolation. 
Pour la période 1971-2000, la température annuelle moyenne est de 11,7 °C, avec une amplitude thermique annuelle de 13,6 °C. Le cumul annuel moyen de précipitations est de 848 mm, avec 13,1 jours de précipitations en janvier et 6,3 jours en juillet. Pour la période 1991-2020, la température moyenne annuelle observée sur la station météorologique de Météo-France la plus proche, « Haie-Fouassière », sur la commune de La Haie-Fouassière à 4 km à vol d'oiseau, est de 12,8 °C et le cumul annuel moyen de précipitations est de 858,5 mm,. Pour l'avenir, les paramètres climatiques de la commune estimés pour 2050 selon différents scénarios d'émission de gaz à effet de serre sont consultables sur un site dédié publié par Météo-France en novembre 2022.
| Mois                                  | jan.             | fév.           | mars           | avril         | mai             | juin           | jui.          | août           | sep.          | oct.            | nov.            | déc.           | année     |
| ------------------------------------- | ---------------- | -------------- | -------------- | ------------- | --------------- | -------------- | ------------- | -------------- | ------------- | --------------- | --------------- | -------------- | --------- |
| Température minimale moyenne (°C)     | 3,2              | 2,7            | 4,5            | 6,2           | 9,5             | 12,3           | 13,9          | 13,7           | 10,9          | 8,9             | 5,6             | 3,5            | 7,9       |
| Température moyenne (°C)              | 6,3              | 6,6            | 9,2            | 11,6          | 15,1            | 18,2           | 20            | 19,9           | 17            | 13,5            | 9,3             | 6,7            | 12,8      |
| Température maximale moyenne (°C)     | 9,3              | 10,6           | 13,9           | 17            | 20,6            | 24,1           | 26,1          | 26,2           | 23            | 18              | 12,9            | 9,9            | 17,6      |
| Record de froid (°C) date du record   | −13,2 20.01.1963 | −14 10.02.1986 | −10,8 01.03.05 | −4 01.04.1963 | −0,6 14.05.1995 | 1,5 02.06.1962 | 6 07.07.1962  | 4,6 20.08.1964 | 1,3 26.09.10  | −4,6 30.10.1997 | −7,5 21.11.1993 | −12 28.12.1962 | −14 1986  |
| Record de chaleur (°C) date du record | 18,5 27.01.03    | 24,1 27.02.19  | 26 20.03.05    | 30,2 30.04.05 | 33,6 26.05.17   | 39,6 27.06.19  | 39,5 23.07.19 | 40,5 07.08.20  | 36 01.09.1961 | 28,8 03.10.11   | 22,9 01.11.15   | 19 16.12.1989  | 40,5 2020 |
| Précipitations (mm)                   | 96,5             | 72,2           | 61,5           | 63,1          | 58,5            | 48,1           | 45            | 50             | 67,8          | 91,4            | 97,9            | 106,5          | 858,5     |

## Urbanisme

### Typologie
Au 1er janvier 2024, Château-Thébaud est catégorisée commune rurale à habitat dispersé, selon la nouvelle grille communale de densité à sept niveaux définie par l'Insee en 2022.
Elle est située hors unité urbaine. Par ailleurs la commune fait partie de l'aire d'attraction de Nantes, dont elle est une commune de la couronne,. Cette aire, qui regroupe 116 communes, est catégorisée dans les aires de 700 000 habitants ou plus (hors Paris),.

### Occupation des sols
L'occupation des sols de la commune, telle qu'elle ressort de la base de données européenne d’occupation biophysique des sols Corine Land Cover (CLC), est marquée par l'importance des territoires agricoles (89,9 % en 2018), en diminution par rapport à 1990 (95,1 %). La répartition détaillée en 2018 est la suivante : 
cultures permanentes (33,5 %), zones agricoles hétérogènes (27,1 %), prairies (14,9 %), terres arables (14,3 %), zones urbanisées (6,8 %), forêts (3,4 %). L'évolution de l’occupation des sols de la commune et de ses infrastructures peut être observée sur les différentes représentations cartographiques du territoire : la carte de Cassini (XVIIIe siècle), la carte d'état-major (1820-1866) et les cartes ou photos aériennes de l'IGN pour la période actuelle (1950 à aujourd'hui).

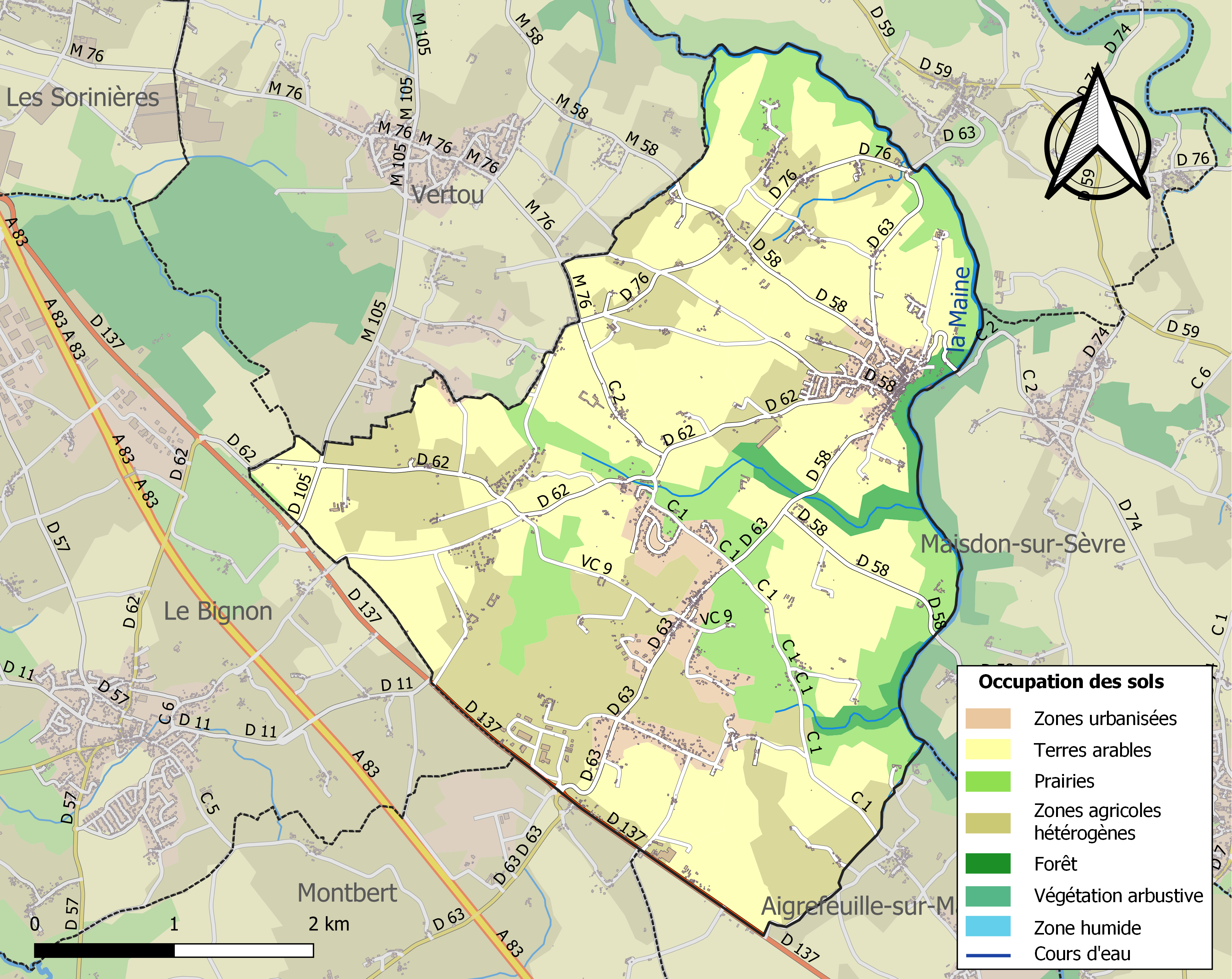
Carte des infrastructures et de l'occupation des sols de la commune en 2018 (CLC).

## Toponymie
Le nom de la localité est attesté sous la forme Castrum Theobaldi en 1201.
Le nom de « Thébaud » fait référence à la famille Thébaud de Kerbernard qui y possédait le fief au Moyen Âge. Dans un document daté de 1297, l'endroit est mentionné sous l'appellation de Castrum Theobaldi.
La commune est située dans la zone de transition entre le gallo et le poitevin. Le nom en gallo s'écrit Châtéo-Tebaod en écriture ABCD.

## Héraldique
| Blason | Blasonnement : De sable au croissant d'or accompagné de trois croisettes ancrées d'argent, 2 et 1. Commentaires : Armes de la famille Thébaud. |

## Population et société

### Démographie
Selon le classement établi par l'Insee, Château-Thébaud fait partie de l'aire urbaine, de la zone d'emploi et du bassin de vie de Nantes. Elle n'est intégrée dans aucune unité urbaine. Toujours selon l'Insee, en 2010, la répartition de la population sur le territoire de la commune était considérée comme « peu dense » : 99 % des habitants résidaient dans des zones « peu denses » et 1 % dans des zones « très peu denses ».

#### Évolution démographique
L'évolution du nombre d'habitants est connue à travers les recensements de la population effectués dans la commune depuis 1793. Pour les communes de moins de 10 000 habitants, une enquête de recensement portant sur toute la population est réalisée tous les cinq ans, les populations de référence des années intermédiaires étant quant à elles estimées par interpolation ou extrapolation. Pour la commune, le premier recensement exhaustif entrant dans le cadre du nouveau dispositif a été réalisé en 2006.

En 2022, la commune comptait 3 138 habitants, en évolution de +4,36 % par rapport à 2016 (Loire-Atlantique : +6,68 %, France hors Mayotte : +2,11 %).
| 1793  | 1800 | 1806  | 1821  | 1831  | 1836  | 1841  | 1846  | 1851  |
| ----- | ---- | ----- | ----- | ----- | ----- | ----- | ----- | ----- |
| 1 610 | 984  | 1 515 | 1 631 | 1 682 | 1 691 | 1 712 | 1 793 | 1 773 |

| 1856  | 1861  | 1866  | 1872  | 1876  | 1881  | 1886  | 1891  | 1896  |
| ----- | ----- | ----- | ----- | ----- | ----- | ----- | ----- | ----- |
| 1 695 | 1 663 | 1 708 | 1 687 | 1 708 | 1 685 | 1 680 | 1 594 | 1 513 |

| 1901  | 1906  | 1911  | 1921  | 1926  | 1931  | 1936  | 1946  | 1954  |
| ----- | ----- | ----- | ----- | ----- | ----- | ----- | ----- | ----- |
| 1 489 | 1 592 | 1 537 | 1 398 | 1 394 | 1 295 | 1 446 | 1 330 | 1 417 |

| 1962  | 1968  | 1975  | 1982  | 1990  | 1999  | 2006  | 2011  | 2016  |
| ----- | ----- | ----- | ----- | ----- | ----- | ----- | ----- | ----- |
| 1 461 | 1 377 | 1 573 | 2 144 | 2 357 | 2 474 | 2 731 | 2 894 | 3 007 |

| 2021  | 2022  | - | - | - | - | - | - | - |
| ----- | ----- | - | - | - | - | - | - | - |
| 3 147 | 3 138 | - | - | - | - | - | - | - |

#### Pyramide des âges
La population de la commune est relativement jeune.
En 2018, le taux de personnes d'un âge inférieur à 30 ans s'élève à 37,3 %, soit au-dessus de la moyenne départementale (37,3 %). À l'inverse, le taux de personnes d'âge supérieur à 60 ans est de 20,6 % la même année, alors qu'il est de 23,8 % au niveau départemental.
En 2018, la commune comptait 1 525 hommes pour 1 535 femmes, soit un taux de 50,16 % de femmes, légèrement inférieur au taux départemental (51,42 %).
Les pyramides des âges de la commune et du département s'établissent comme suit.
| Hommes | Classe d’âge | Femmes |
| ------ | ------------ | ------ |
| 0,4    | 90 ou +      | 0,7    |
| 5,2    | 75-89 ans    | 6,2    |
| 13,4   | 60-74 ans    | 15,3   |
| 21,5   | 45-59 ans    | 20,4   |
| 20,5   | 30-44 ans    | 22,0   |
| 15,6   | 15-29 ans    | 12,9   |
| 23,4   | 0-14 ans     | 22,5   |

| Hommes | Classe d’âge | Femmes |
| ------ | ------------ | ------ |
| 0,6    | 90 ou +      | 1,8    |
| 6      | 75-89 ans    | 8,6    |
| 15,1   | 60-74 ans    | 16,4   |
| 19,4   | 45-59 ans    | 18,8   |
| 20,1   | 30-44 ans    | 19,3   |
| 19,2   | 15-29 ans    | 17,4   |
| 19,5   | 0-14 ans     | 17,6   |

## Transports
Château-Thébaud est desservi par deux lignes d'autocars du réseau régional Aléop :
- la ligne 332 qui relie la commune à celle de Vertou et à la ligne 4 de Busway nantais ;
- la ligne 370 qui, passant par le sud de la commune, assure la liaison entre Nantes et Les Herbiers.

## Lieux et monuments

### Patrimoine culturel
Château-Thébaud comporte plusieurs monuments à découvrir :

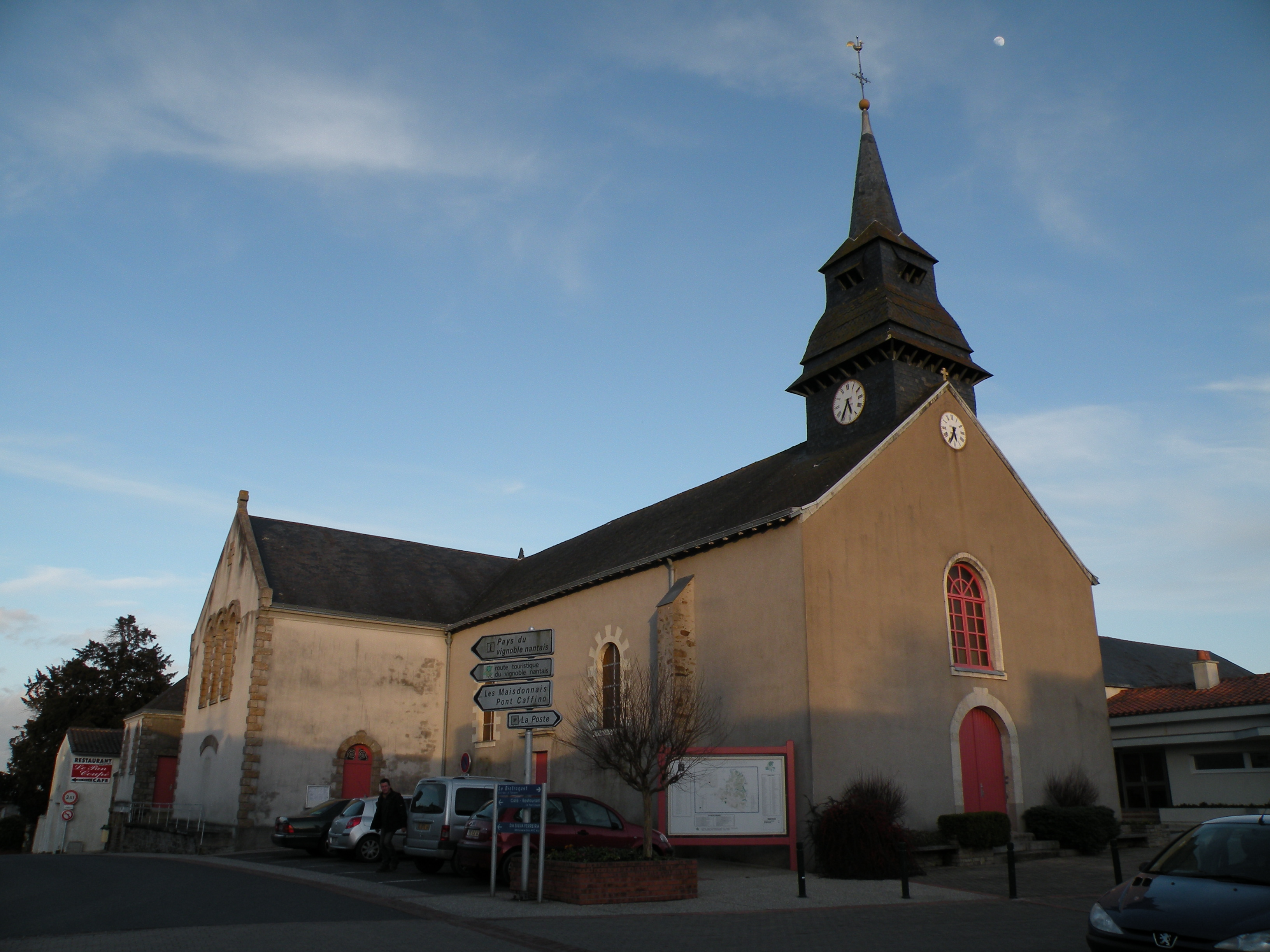
L'église Saint-Martin-et-Saint-Vincent.
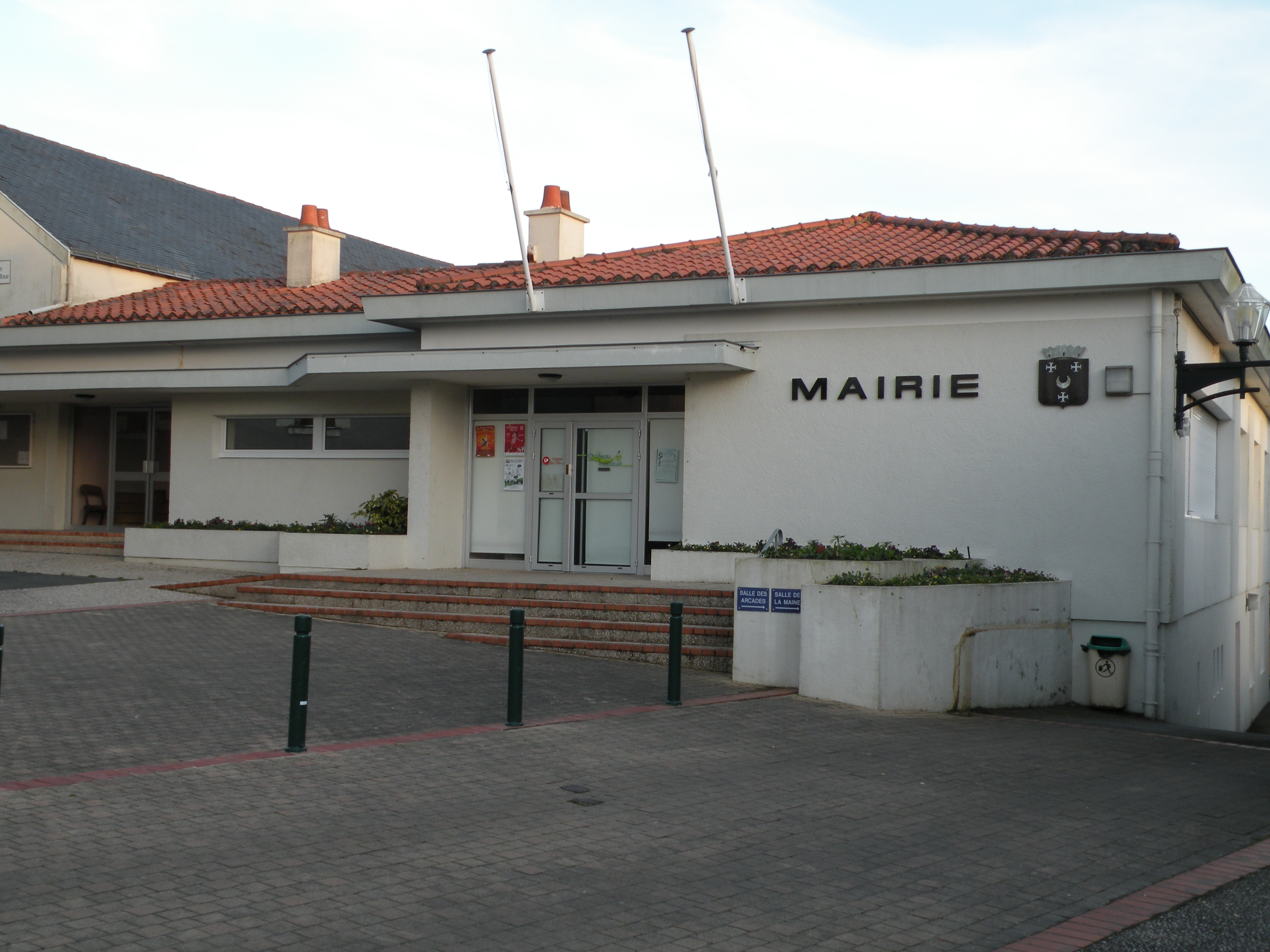
La mairie.

- le château du Rafflay : maison-mère des Petites Servantes de Saint-Jean-Baptiste. La communauté, dont l'office divin est mené selon le rite tridentin, a une vocation dite hospitalière. La chapelle Notre-Dame du (XIXe)[25]. À côté, l'ancienne résidence de personnes âgées est devenue, en 2008, le Cours Saint Albert le Grand, une école de jeunes filles dirigée par des sœurs Dominicaines ;
- le château de la Bourdinière (XVe) ;
- le manoir de Bel Abord (XIXe) ;
- le manoir (vestiges) de la Commanderie de la Templerie (XIIIe) ;
- le manoir de la Placelière (XVIIIe) ; le bâtiment était utilisé comme hôpital, géré par le CHU de Nantes. Acquis par la Fraternité sacerdotale Saint-Pie-X en 2012, il accueille dès l'année suivante une école catholique traditionaliste ;
- l'église Saint-Martin-et-Saint-Vincent (XIXe) ;
- la tour du Presbytère (1576) ;
- un belvédère surplombant la vallée de la Maine, le Porte-Vue, inauguré en 2020, conçu par l’architecte savoyard Emmanuel Ritz, lauréat d’un concours d’idées lancé en 2016[26],[27].

### Patrimoine naturel
Château-Thébaud se trouve sur une lame de granite à biotite appartenant au massif armoricain. Cette lame est orientée sur un axe sud-est/nord-ouest et s'étend de Rezé à Mortagne-sur-Sèvre. Au nord de la Loire, elle est prolongée par le Sillon de Bretagne. La Maine traverse cette lame au niveau de Pont Caffino (ou Pont Caffineau), entre deux hautes falaises.
Le bourg de Château-Thébaud surplombe la rivière d'environ 50 mètres. Le site comprend un barrage qui secondait autrefois un moulin à eau. Il y a aussi une école d'escalade, une base de canoë kayak et une base de loisirs à la chaussée de Caffino. Pont-Caffino est partagé avec la commune de Maisdon-sur-Sèvre puisque la limite communale correspond à la Maine.

## Personnalités liées à la commune
- Pascal Delhommeau (1978- ), footballeur du FC Nantes de 1992 à 2008 qui a débuté le football dans la commune avant de revenir à la fin de sa carrière à l'US Château-Thébaud (2011-2013) dans le but de former des équipes de jeunes.